# Денежная реформа в СССР 1961 года

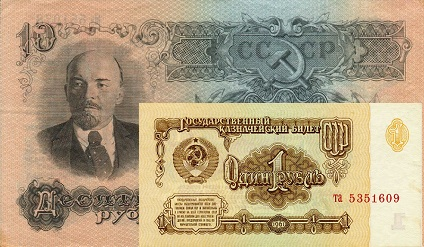
10 рублей образца 1947 года подлежали обмену на 1 рубль образца 1961 года

Денежная реформа в СССР 1961 года — денежная реформа, проведённая в 1960—1961 годах в СССР в форме деноминации со скрытой девальвацией.
Денежные знаки, введённые в ходе денежной реформы 1947 года, обменивались в течение первого квартала 1961 года без ограничений на новые денежные знаки в соотношении 10:1. В том же соотношении был произведён пересчёт оптовых, расчётных и розничных цен на товары и работы, тарифов на услуги, закупочных и сдаточных цен на сельскохозяйственные продукты, а также надбавок, наценок и скидок, установленных в твёрдых суммах, вкладов населения в сберегательных кассах и учреждениях Госбанка СССР, тарифных ставок, сдельных расценок, окладов заработной платы, размеров денежного довольствия, гонораров, премий, а также размеров всех других видов оплаты труда, выраженных в твёрдых денежных суммах.

## Предыстория
К концу 1950-х годов усилился инфляционный характер денежного обращения и вновь встал вопрос о проведении денежной реформы. Инфляция во многом была связана с постоянным ростом дефицита товаров массового потребления. Министерство финансов СССР в справке за 1959 год отмечало невыполнение государственного плана по приливу наличности в кассы Госбанка СССР в связи с хроническим невыполнением плана по товарообороту:198. По закрытым данным Министерства финансов СССР («Пояснительная записка в Президиум ЦК КПСС», март 1961 года), курс советских денег в 1955—1960 годах из-за роста цен и удорожания растущего импорта обесценился почти на четверть.
В проведённых впоследствии исследованиях основными причинами реформы называются как экономические трудности (гонка вооружений, реализация амбициозной космической программы, расточительная помощь дружественным странам, конфронтация со странами Запада), так и начавший набирать обороты экспорт советской нефти.
Исследователи отмечают недостаточность достоверных сведений в публикациях о денежной реформе 1961 года по причине недоступности закрытых документов, касающихся как этой реформы, так и в целом денежных реформ в СССР во второй половине XX века:210. По официальной версии, озвученной в заявлении Совета Министров СССР 5 мая 1960 года, реформа проводилась «в целях облегчения денежного обращения и придания большей полноценности советским деньгам». Однако реформа, преподнесённая широким массам как простая деноминация (и оставшаяся таковой в памяти народа), на деле являлась девальвацией советских денег по отношению к твёрдым валютам.

## Ход реформы

### 1960
О предстоящем обмене денег население, в отличие от предыдущей конфискационной реформы 1947 года, было проинформировано заранее. Основные положения реформы были сформулированы в постановлении Совета Министров СССР № 470 от 4 мая 1960 года. С подписанием этого постановления связывают последовавший за этим 16 мая 1960 года уход с поста тогдашнего министра финансов А. Г. Зверева, не соглашавшегося с планом реформы, полагавшего, что сначала надо вернуть платёжно-покупательную способность рублю и постепенно увеличивать платёжеспособный спрос населения на товары и услуги. Зверев считал, что одновременные деноминация и рост цен могут сориентировать советскую экономику и внешнюю торговлю в основном на экспорт сырья и растущий импорт увеличивающегося ассортимента товаров. Того же мнения придерживались В. М. Молотов, М. З. Сабуров, Д. Т. Шепилов.
Сообщение о предстоящей денежной реформе было сделано также в докладе председателя Совета министров СССР Н. С. Хрущёва 5 мая 1960 года на сессии Верховного Совета СССР. После опубликования 5 мая постановления № 470 резко увеличились закупки товаров повседневного спроса, усилился приток вкладов населения в сберегательные кассы (поначалу был отток вкладов, прекратившийся к ноябрю 1960 года:205). Во второй половине 1960 года в несколько раз подскочила выручка ювелирных магазинов, стремительно раскупались меховые изделия, рулоны шерстяных тканей, продукты длительного хранения, другие товары. В октябре 1960 года началась подготовка к перерасчёту вкладов в сберегательных кассах, при этом все вклады пересчитывались по единой методике — 10:1.
Вопросы реформы обсуждались и с представителями правительств других государств. Например, 12 декабря 1960 года состоялась встреча министра финансов СССР В. Ф. Гарбузова с министром финансов ГДР В. Румпфом. В беседе немецкий министр выразил своё мнение о возможном согласии с предложением Советского Союза о повышении курса рубля по отношению к марке ГДР в 10 раз, то есть с 0,56 до 5,56 марки за 1 рубль, при этом он предложил сохранить на прежнем уровне 1:1 курс марки ГДР по отношению к марке ФРГ, оговорив, что этот курс публиковаться не будет:207.

### 1961
С 1 января 1961 года в обращение выпущены банкноты нового образца достоинством 1, 3, 5, 10, 25, 50 и 100 рублей. Монеты нового образца чеканились достоинством 1, 2, 3, 5, 10, 15, 20, 50 копеек и 1 рубль. Бумажные денежные знаки образца 1947 года и серебряные, никелевые, медные и бронзовые монеты, выпущенные в СССР начиная с 1921 года, изымались из обращения и менялись на новые в соотношении 10:1. Сохранялось традиционное деление денежных знаков в зависимости от номинала на государственные казначейские билеты и билеты Государственного банка СССР (банкноты). Новые деньги были гораздо меньше по размеру, что, безусловно, было удобней для повседневных расчётов и служило одним из оправданий проводившейся реформы. Купюры в 1, 3, 5 и 10 рублей сохранили прежние цвета — жёлтый, зелёный, синий и красный соответственно, но вместо портрета В. И. Ленина на новых деньгах появился его профиль-барельеф. 1 января 1961 года в газете «Правда» было опубликовано сообщение о признании целесообразным «не проводить обмена монеты старого образца достоинством в 1, 2 и 3 копейки на новые деньги и сохранить в обращении эту монету по её нарицательной стоимости». Монеты чеканки до 1961 года достоинством в 1, 2 и 3 копейки были обязательны к приёму во все платежи по номиналу наравне с новыми монетами того же достоинства:206.
Обмен наличных денег в течение трёх месяцев производился в открывшихся 2 января 1961 года обменных пунктах. 11 января 1961 года Госбанк информировал ЦК КПСС, что за первую декаду января было заменено около половины всей суммы старых денег, находившихся в обращении:205. Теперь за 1 копейку можно было купить или стакан газированной воды (без сиропа), или коробку спичек, или газету «Пионерская правда».
Министр финансов В. Ф. Гарбузов и председатель правления Госбанка СССР А. К. Коровушкин, докладывая в ЦК КПСС об итогах проведённых мероприятий по изменению масштаба цен и обмену денежных знаков, заявили о необходимости принятия специального постановления с опубликованием его в печати, причём проведённые мероприятия было предложено именовать денежной реформой 1961 года. Однако это предложение в ЦК КПСС было отклонено:207—208.
В постановлении ЦК КПСС и Совета Министров СССР «Об итогах перехода на новый масштаб цен и обмена старых денег на новые деньги» в мае 1961 года дана положительная оценка проделанной работы и отмечалось: «как известно, все денежные реформы в капиталистических странах проводятся в интересах эксплуататорских классов и сопровождаются в конечном итоге снижением жизненного уровня трудящихся. Мероприятия по переходу на новый масштаб цен и обмену денег проведены в СССР с соблюдением интересов населения и государства, в результате их осуществления населением был получен ряд выгод»:208.

## Последствия
По экспертным оценкам Минфина и Госплана СССР, проведённым в 1961—1962 годах, новый рубль был недооценён в 2,25 раза, соответственно во столько же раз уменьшилась платёжно-покупательная способность рубля по отношению к импортным товарам, в том числе из стран социалистического лагеря. Однако в официальных сообщениях результат реформы преподносился как «повышение золотого содержания и курса рубля»:207. И то и другое, впрочем, формально соответствовало сложившейся ситуации.
Официальный курс доллара США (4 дореформенных рубля за 1 доллар) был изменён не в 10 раз, как зарплаты, пенсии, вклады населения в сберегательных кассах и масштаб цен в государственном секторе экономики, а лишь в 4,44 раза и после реформы составил 90 копеек за 1 доллар США. Точно так же в 4,44 раза было изменено и золотое содержание рубля. Если до реформы оно составляло 0,222168 г, то после реформы оно составило 0,987412 г в якобы подорожавшем в 10 раз рубле. Для основной массы населения СССР, не имевшей необходимости (и возможности) обменивать рубли на иностранную валюту, это прошло практически незамеченным, к тому же заслонённым крупными событиями, происходившими в то время (реализация космической программы, первый полёт человека в космос, избрание в США нового президента, начало Карибского кризиса и другие):205.
Снижение покупательной способности было не только в отношении импорта, но и при покупке ювелирных изделий, товаров на колхозных и прочих рынках. Десятикратного изменения нерегулируемых государством цен (на рынках сбыта продукции личных подсобных хозяйств и т. п.), по свидетельствам современников, также не произошло — от активного населения не скрылось изменение официального золотого содержания рубля, и рыночные цены зачастую менялись не в 10, а лишь в 4,5 раза, что означало более чем двукратный рост цен. На отдельные товары с низкой номинальной стоимостью рост цен мог достигать и десятикратных значений. Так, если пучок зелени (лук, укроп и т. п.) на рынке до реформы стоил примерно 5 копеек, то столько же мог стоить и после реформы. Более высокие рыночные цены привели к тому, что качественный товар перестал доходить до покупателя в магазине и оказывался на рынке. Чтобы заинтересовать производителей, весной 1962 года пришлось пойти на повышение закупочных и розничных цен на сельскохозяйственную продукцию.
Побочные эффекты девальвации для основной массы населения затянулись на десятилетия — низкий (даже в сравнении с некоторыми странами социалистического лагеря) уровень оплаты труда и чрезмерная дороговизна импортных товаров, до реформы почти отсутствовавших в торговом ассортименте, но теперь перешедших для советских обывателей в разряд роскоши.
К положительным факторам реформы можно отнести снижение себестоимости производства бумажных денег, так как новые денежные знаки были гораздо меньшего формата — их в обиходе начали называть «хрущёвскими фантиками» (банкноты образца 1947 года называли «портянками Сталина»). Вследствие низких номинальных цен на товары повседневного спроса (хлеб, молоко, спички, соль, газированные напитки и др.) значительную роль в наличном денежном обороте в течение длительного периода играли металлические деньги, что помимо экономии на производстве банкнот способствовало применению торговых и других автоматов. Валютный курс 90 копеек за 1 доллар США был вполне в русле функционировавшей в то время Бреттон-Вудской валютной системы (несмотря на то, что Советский Союз официально не считался её участником).
В отсутствие рынка труда и прочих рыночных институтов властям СССР удалось обеспечить долговременный — на десятилетия — эффект от проведённой девальвации, выразившийся в стабильно дешёвых трудовых ресурсах и высокой рентабельности экспортной продукции.
О реформе были сняты документальный фильм «Наш новый рубль», мультфильм «Дорогая копейка» и художественный фильм «Менялы».